# Ammo
Ammo, właśc. Joshua Coleman (ur. 14 maja 1987) – amerykański kompozytor, producent muzyczny i autor tekstów piosenek. Współpracował m.in. z Keshą, Katy Perry, Beyoncé, Jessem McCartneyem, Mikiem Posnerem, Pitbullem, Jessie J, Maroon 5, Jasonem Derulo oraz Britney Spears.

## Wybrana dyskografia
| Rok  | Wykonawca        | Album                                   | Utwór                               | Autor tekstu | Producent |
| ---- | ---------------- | --------------------------------------- | ----------------------------------- | ------------ | --------- |
| 2009 | Jordin Sparks    | Battlefield                             | „Watch You Go”                      | T            | T         |
| 2009 | Pitbull          | Rebelution                              | „Girls”                             | T            | T         |
| 2009 | Ke$ha            | Animal                                  | „Your Love Is My Drug”              | T            | T         |
| 2009 | Ke$ha            | Animal                                  | „Blind”                             | T            | T         |
| 2009 | Ke$ha            | Animal                                  | „Hungover”                          |              | T         |
| 2010 | Miranda Cosgrove | Sparks Fly                              | „Kissin U”                          |              | T         |
| 2010 | Miranda Cosgrove | Sparks Fly                              | „There Will Be Tears”               | T            | T         |
| 2010 | Jesse McCartney  | Have it All                             | „Shake”                             | T            | T         |
| 2010 | Ke$ha            | Cannibal                                | „The Harold Song”                   | T            | T         |
| 2010 | Ke$ha            | Cannibal                                | „Cannibal”                          | T            | T         |
| 2010 | Ke$ha            | Cannibal                                | „We R Who We R”                     | T            | T         |
| 2011 | Britney Spears   | Femme Fatale                            | „(Drop Dead) Beautiful”             | T            | T         |
| 2011 | Katy Perry       | Teenage Dream                           | „ET”                                | T            | T         |
| 2012 | Adam Lambert     | Trespassing                             | „Better Than I Know Myself”         | T            | T         |
| 2012 | Leona Lewis      | Glassheart                              | „Lovebird”                          | T            | T         |
| 2013 | Jessie J         | Alive                                   | „Wild”                              | T            | T         |
| 2013 | Jessie J         | Alive                                   | „Sexy Lady”                         | T            | T         |
| 2013 | Kesha            | Deconstructed                           | „The Harold Song”                   | T            |           |
| 2013 | Jason Derulo     | Tattoos                                 | „The Other Side”                    | T            | T         |
| 2013 | Becky G          | Play It Again                           | „Play It Again”                     | T            | T         |
| 2013 | Britney Spears   | Music from and Inspired by The Smurfs 2 | „Ooh La La”                         | T            | T         |
| 2013 | Selena Gomez     | Stars Dance                             | „I Like It That Way”                | T            | T         |
| 2013 | Mike Posner      | Pages                                   | „The Way It Used To Be”             | T            | T         |
| 2013 | Sean Paul        | Full Frequency                          | „Turn It Up”                        | T            |           |
| 2014 | Rixton           | Me & My Broken Heart EP                 | „We All Want The Same Thing”        | T            |           |
| 2014 | Timeflies        | After Hours                             | „All We Got Is Time”                | T            | T         |
| 2014 | Jason Derulo     | Talk Dirty                              | „The Other Side”                    | T            | T         |
| 2014 | Beyoncé          | Beyoncé                                 | „Pretty Hurts”                      | T            |           |
| 2014 | Maroon 5         | V                                       | „Sugar”                             | T            | T         |
| 2014 | Jessie J         | Sweet Talker                            | „Strip”                             | T            | T         |
| 2014 | Dillon Francis   | Money Sucks, Friends Rule               | „Love in the Middle of a Firefight” | T            | T         |